# بخش بلو راک (شهرستان ماسکینگوم، اوهایو)
بخش بلو راک (به انگلیسی: Blue Rock Township) یک منطقهٔ مسکونی در ایالات متحده آمریکا است که در شهرستان ماسکینگام، اوهایو واقع شده‌است.
 بخش بلو راک ۷۰٫۷ کیلومتر مربع مساحت و ۶۴۱ نفر جمعیت دارد و ۳۲۳ متر بالاتر از سطح دریا واقع شده‌است.